# Hamlet (Chostakovitch)
Pour les articles homonymes, voir Hamlet (homonymie).
Hamlet est une suite d'orchestre de Dmitri Chostakovitch tirée de la musique de scène qu'il composa pour la pièce homonyme de William Shakespeare pour une production avant-gardiste de Nikolaï Akimov. Composée en 1931-32, la partition se distingue par des emprunts à la comédie musicale américaine et à la musique de casino.

## Analyse de l'œuvre
1. Introduction et ronde de nuit
2. Marche funèbre
3. Fanfare et musique à danser
4. Chasse
5. Pantomime des acteurs
6. Cortège
7. Pantomime musicale
8. Festin
9. Chanson d'Ophélie
10. Berceuse
11. Requiem
12. Tournoi
13. Fortinbras